# فريدريك إم ريتشاردز
فريدريك إم ريتشاردز (بالإنجليزية: Frederic M. Richards) هو أحيائي فيزيائي وكيميائي وعالم أحياء وعالم كيمياء حيوية أمريكي، ولد في 19 أغسطس 1925 في نيويورك في الولايات المتحدة، وتوفي في 11 يناير 2009 في غويلفورد في الولايات المتحدة.
اشتهر ريتشاردز بحل التركيب البلوري لإنزيم الريبونوكلياز إس في عام 1967، وبتعريف مفهوم السطح النفوذ للمذيبات. ساهم ريتشاردز كذلك في العديد من النتائج التجريبية والنظرية الرئيسية وطور أساليب جديدة وحصل على أكثر من 20000 اقتباس في العديد من الدوريات البحثية. تضمنت تلك الاقتباسات البلورة البروتينية والكيمياء الحيوية للريبونوكلياز المنقسم ونفوذية المذيبات والتنظيم الداخلي للبروتينات ومكتبة أول روتامير جانبية السلسلة وعلم البلورات عالي الضغط وأنواع جديدة من العلامات الكيميائية مثل البيوتين/ الأفيدين والرنين المغناطيسي النووي (NMR) ومشعر الانزياح الكيميائي والتوصيف الهيكلي والفيزيائي الحيوي لآثار الطفرات.
قضى ريتشاردز كامل حياته المهنية في البحث الأكاديمي في جامعة ييل حيث حصل على رتبة أستاذية ستيرلنغ للفيزياء الحيوية الجزيئية والكيمياء الحيوية في القسم الذي أنشأه وترأسه ليصبح «أحد المراكز الرئيسية في العالم لدراسة الفيزياء الحيوية والبيولوجيا الهيكلية». انتُخب ريتشاردز من قبل الأكاديمية الوطنية للعلوم بالولايات المتحدة الأمريكية والأكاديمية الأمريكية للفنون والعلوم وحصل على العديد من الجوائز العلمية الأخرى. شغل منصب رئيس صندوق جين كوفين تشايلدز التذكاري للبحوث الطبية وانتُخب رئيسًا لكل من الجمعية الأمريكية للكيمياء الحيوية والبيولوجيا الجزيئية (ASBMB) والمجتمع الفيزيائي الحيوي.

## عمله البحثي

### نظام الريبونوكلياز المنقسم ثنائي المركبة
أجرى ريتشاردز في 2 ديسمبر من عام 1957 تجربة بسيطة في جامعة ييل على بروتين ريبونوكلياز أ ساعدت في تغيير نظرة المجتمع العلمي إلى الطبيعة الفيزيائية لجزيئات البروتين. تحول الريبونوكلياز أ باستخدام بروتياز معين يدعى سبتيليزين إلى بروتين منقسم يتكون من جزأين هما الببتيد المنقسم والبروتين المنقسم. طور ريتشاردز نظام الانقسام هذا في مرحلة ما بعد الدكتوراه في مختبر كارلسبرغ في كوبنهاغن في الدنمارك باستخدام بروتين نووي منقّى تبرعت به شركة أرمور لكريستيان أنفينسين الذي شاركه مع ريتشاردز وباحثون آخرون. وجد ريتشاردز أن نشاط الريبونوكلياز لم يبقَ عند الانقسام إلى الببتيد المنقسم والبروتين المنقسم، ولكن النشاط الإنزيمي للريبونوكلياز عاد عندما أعيد تجميع الأجزاء في أنبوب الاختبار. وقد كتب ريتشاردز في مقال عن سيرته الذاتية أن «هذا الاكتشاف جاء مفاجأة للمجتمع العلمي في ذلك الوقت .... وبالنظر للماضي، ربما كان هذا الاكتشاف أكثر النقاط إثارةً في حياتي المهنية»؛ فقد أظهر هذا الاكتشاف أن البروتينات تحافظ على الترتيب ثلاثي الأبعاد والارتباط الوثيق بين الأجزاء المتفاعلة لها وأن المعلومات الهيكلية متأصلة في البروتين نفسه، وهو ما تنبأ بأعمال أنفينسن اللاحقة التي توضح أن التسلسل يحدد البنية وأن الهرمونات أو الجزيئات الصغيرة الأخرى يمكن أن ترتبط بالبروتينات بطريقة محكمة، وهو مفهوم أساسي لكيفية تصميم شركات الأدوية للعقاقير اليوم. بعد ذلك بعامين، أكد هيكل الميوغلوبين هذه العلاقات ثلاثية الأبعاد. وفي وقت لاحق، أظهر ريتشاردز مع مارلين دوشر وفلت كيوتشو أن الريبونوكلياز المنقسم وكذلك كاربوكسي الببتيداز كانا نشيطين أنزيميًا في البلورات، مما يدل على أهمية إبطال الشكوك حول امتلاك شكل البروتينات في البلورات صلة مباشرة بنشاطها البيولوجي في الخلايا.

### هيكل الكريستال ريبونوكلياز
قاد ريتشاردز جنبًا إلى جنب مع زميله هارولد ويكوف الذي عمل في بحوث هيكل الميوجلوبين الجهود المبذولة لحل البنية ثلاثية الأبعاد للريبونوكلياز المنقسم. انتهى البحث في عام 1966 ونشر في عام 1967 حيث أدت تحليلات الريبونوكلياز المنقسم والريبونوكلياز أ إلى جعل الريبونوكلياز ثالث بنية بروتينية متميزة تُحدَّد عبر دراسة البلورات بالأشعة السينية بعد الميوغلوبين/ الهيموغلوبين وليزوزيم بيض الدجاج وأول عمل يتم في الولايات المتحدة. جمعت مجموعة ييل في وقت لاحق المزيد من بيانات الحيود ونشرت وفي عام 1970 بنية الريبونوكلياز المنقسم بتفاصيل كاملة. أودِعَت إحداثيات الريبونوكلياز المنقسم في بنك بيانات البروتين الدولي في عام 1973 تحت العنوان PDB: 1RNS ضمن أول مجموعة صغيرة من الهياكل الجزيئية الكبيرة.

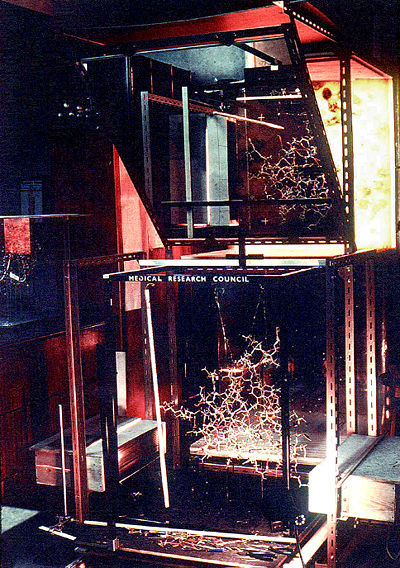
صندوق ريتشاردز الأصلي الذي بناه ريتشاردز عام 1968 في أوكسفورد.

### صندوق ريتشاردز
طور ريتشاردز في عام 1968 مع ديفيد فيليبس في جامعة أكسفورد أثناء إجازته جهاز مقارنة بصري كبير سُمِّي صندوق ريتشاردز (أو صندوق عجائب فريد) الذي مكن مصوري البلورات من بناء نماذج فيزيائية لهياكل البروتين بالنظر إلى صفائح الكثافة الإلكترونية عبر مرآة نصف فضية. وبمجرد بنائه للصندوق، قام ريتشاردز ببناء نموذج نحاسي بالكامل من الريبونوكلياز المنقسم بسرعة كبيرة. كانت طريقة ريتشاردز الطريقة المفضلة لبناء نماذج للبلورات البروتينية اعتمادًا على الكثافة الإلكترونية حتى أواخر سبعينيات القرن الماضي عندما استُبدِلَت بالبرامج الحاسوبية الجزيئية مثل غريب 75 ثم بفرودو.
أظهر ريتشاردز إحساسه بالفكاهة في مراجعة لاحقة عن التطور في استخدام وبناء صناديق ريتشاردز عندما قدم «تصحيحًا للاقتباسات الببليوغرافية الأصلية» مكملًا ذلك برسوم بيانية لتقنيات مسرحية استخدمت إضاءة انتقائية وصفيحة من الزجاج المائل بدرجة 45 لتبدو الحورية أمفيتريت ترتفع من البحر وتطفو في الهواء، أو ليتحول متطوع الجمهور إلى هيكل عظمي ويعود مرة أخرى. أنهى ريتشاردز هذا القسم بالإشارة إلى أنه «إذا كانت هذه الإشارة معروفة للمؤلف في عام 1968، فلا حاجة لوصف الصندوق أكثر من ذلك».

## الإدارة والتوجيه والأنشطة الخارجية
اكتسب قسم الفيزياء الحيوية الجزيئية والكيمياء الحيوية الذي أسسه ريتشاردز وترأسه في جامعة ييل مكانة بارزة بسرعة، إذ دمج كلية الطب الحيوية والكيمياء الحيوية الجزيئية. أصبح العديد من أعضاء هيئة تدريس القسم أعضاءً في الأكاديمية الوطنية للعلوم وتشاطر توم شتايتز جائزة نوبل في عام 2009 للهياكل البلورية للريبوسوم. كان ريتشاردز موجهًا عالي التقدير وصديقًا محبوبًا للطلاب وأعضاء الهيئة التدريسية والزملاء، وكان داعمًا للنساء والأميركيين الأفارقة وفقًا لجيم ستاروس. كتب زميله جورج روز أن محاضرات ريتشاردز كانت ذات رؤية بعيدة وواضحة ومليئة بروح الدعابة ومستفزة عن عمد، وقال بأن ريتشاردز سعى إلى تحسين المجتمع العلمي بشكل عام، وذكر بأنه كان في أواخر ثمانينيات القرن الماضي المؤلف الرئيسي وأول الموقعين على رسالة حثت على إيداع الإحداثيات الذرية ثلاثية الأبعاد في المجلات العلمية وفي المعاهد الوطنية للصحة ولدى مصوري البلورات. وكذلك عمل على زيادة التركيز على بعض أوراق الدرجة الأولى عبر جعل لجان الترقية تنظر في قائمة تضم 12 ورقة رئيسية فقط، ولكن عمله هذا كان أقل نجاحًا بسبب انخفاض ضغط النشر الإجمالي.